# Igarapé-Açu
Igarapé-Açu è un comune del Brasile nello Stato del Pará, parte della mesoregione del Nordeste Paraense e della microregione Bragantina.